# Xenoschesis crassitarsus
Xenoschesis crassitarsus là một loài tò vò trong họ Ichneumonidae.